# Jenna Johnson
Jenna Leigh Johnson (ur. 11 września 1967 w Santa Rosa) – amerykańska pływaczka. Medalistka olimpijska z Los Angeles.
Specjalizowała się w stylu dowolnym i motylkowym. Zawody w 1984, miała wówczas 16 lat, były jej jedynymi igrzyskami olimpijskimi. Indywidualnie była druga na 100 m motylkiem, triumfowała w dwóch sztafetach: kraulowej i w stylu zmiennym – w tej drugiej płynęła tylko w eliminacjach.